# Lasioglossum exleyae
Lasioglossum exleyae là một loài Hymenoptera trong họ Halictidae. Loài này được Walker mô tả khoa học năm 1986.

## Hình ảnh

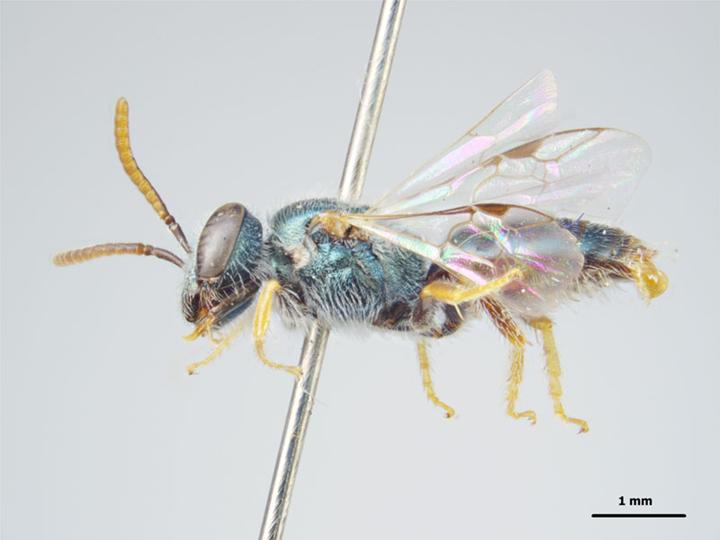